# Chupe
El chupe (del quechua chupi "sopa") es una sopa picante típica de América del Sur, que varía de país en país.

## Gastronomías

### Chile

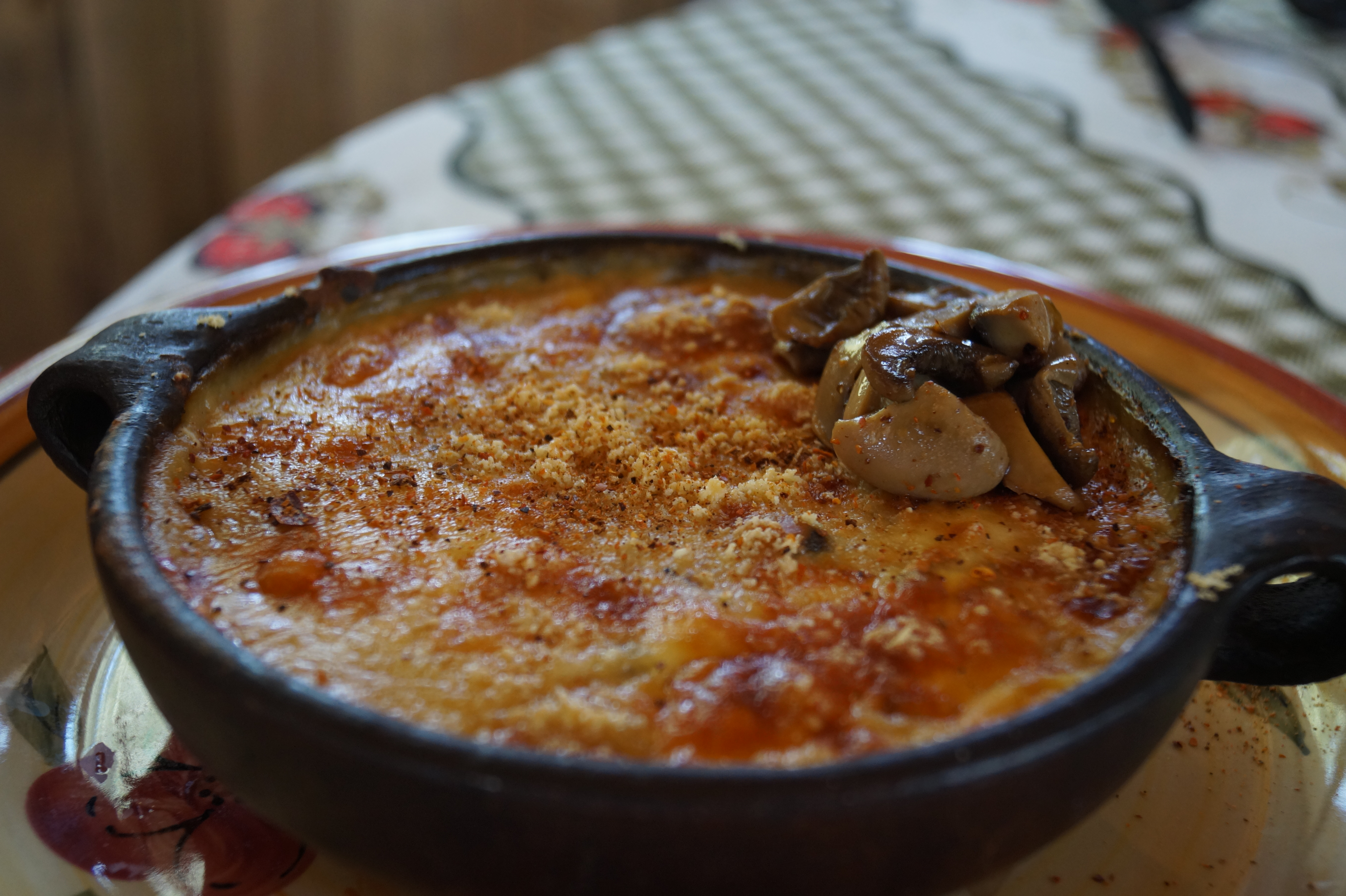
Chupe de centolla.

Es a base de pan remojado en leche o agua, mientras está remojado se le retira la corteza y solo se deja la miga, para después hacer una base de verduras en brunoise con pimentón rojo, cebolla, ajo, zanahoria rallada, ají de color o paprika, crema de leche, queso rallado y algunas veces pan rallado para que tome consistencia. Esta preparación también lleva vino blanco, si se desea. Finalmente debe espesar, para agregarle un ingrediente base o que le dé el nombre como "chupe de loco", de camarones, de machas, de ostiones, de guatita, etc. se sirve en pocillos de greda individuales, hirviendo, con queso rallado en la parte superior para gratinar.

### Ecuador

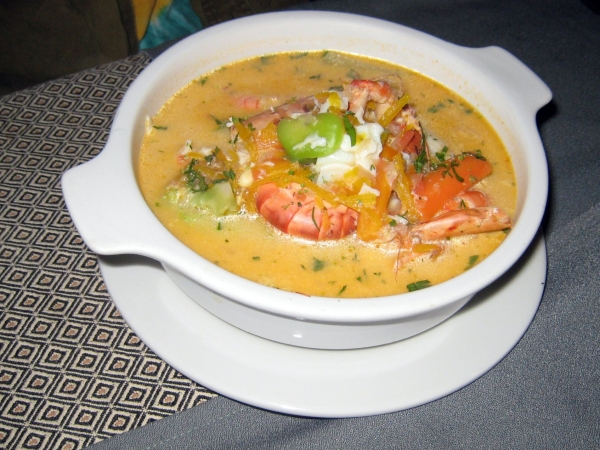
Chupe de camarones (Ecuador)

En la comida ecuatoriana, el de pescado es el chupe más solicitado. Se prepara con filetes de pescado, aliñados en sal y ajo y pasados por harina antes de echarlos a freír; luego se agregan al sancocho cuando las legumbres (papa, zanahoria, choclo) están casi listas.
Es típico de la provincia de manabí, por lo que muchas veces se agrega como ingrediente a la sazón el maní. Sin embargo, también existen versiones alternativas en otras provincias como Guayas o Los Ríos.

### Perú

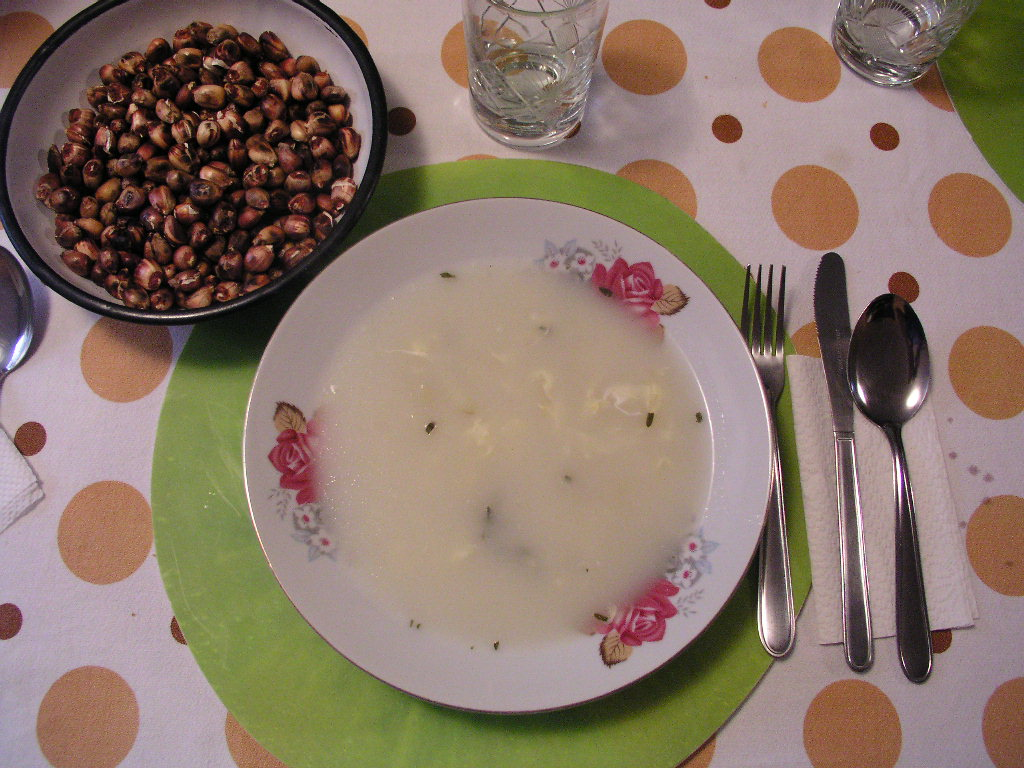
Chupe yacu (Perú)

En el Perú hay diversos tipos de chupes como chupe de pallares, chupe de habas, chupe de olluco, chupe verde, chupe de zapallo, chupe de camarones, etc.

#### Cocina arequipeña
En Arequipa, el chupe es una sopa muy consistente que se come con cuchara grande ayudado de tenedor y cuchillo para cortar los trozos de carne o pelar los camarones. Se prepara con carne de res, cordero, gallina o pollo, así como con interiores como con intestinos o tripas (chaque de tripas) y panza, cecinas y en ocasiones con camarones y pescado (chupe de viernes). Lleva abundantes vegetales como habas, zapallo, trigo mote, apio, porro, nabo, zanahoria, avena, maíz, trigo, entre otros. Algunos son bastante condimentados e incluyen ají en su preparación. La papa siempre está presente en el chupe de diferentes formas, incluyendo el chuño, ya sea blanco o negro.
La ciudad de Arequipa tradicionalmente tiene un chupe diferente para cada día de la semana, así el lunes el chaque de tripas, el martes el chayro, la chochoca para el miércoles, el jueves la timpusca y la mazamorra negra o mazamorra de chuño negro para el viernes. Sin embargo, estos no son los únicos chupes que se cocinan en Arequipa, existen muchos otros como el caldo blanco o caldo de lomos, el pebre, el timpo de rabos, el puchero, el alocrado, rachi de panza y otros que son preparados durante los fines de semana, ocasiones especiales o días festivos. Por ejemplo para Viernes Santo se prepara el chupe de viernes que no lleva carnes rojas pero si pescado y mariscos, leche, huevo, cecinas de pescado, ají, papa y abundantes verduras. Para el Domingo de Pascua se prepara el caldo de Pascua que lleva varios tipos de carne. Los domingos o días festivos se come el adobo de chancho muy temprano en la mañana para después de una noche de celebración.

#### Cocina tarmeña
En Tarma es un plato típico preparado a base de yerbas naturales, granos y vegetales.